# Mòng biển Huahine
Mòng biển Huahine (Chroicocephalus utunui), là một loài chim mòng biển đã tuyệt chủng. Xương bán hóa thạch tìm được tại địa điểm khảo cổ học Fa'ahia trên đảo Huahine, thuộc quần đảo Société, Polynésie thuộc Pháp.